# Petrogliefen van de Mongoolse Altaj
De Petrogliefen van de Mongoolse Altaj zijn een werelderfgoed in het westen van Mongolië, in de Mongoolse Altaj.
Er zijn op drie verschillende locaties in de Altaj petroglieven en grafmonumenten gevonden. Deze drie locaties bevinden zich allemaal in hoge valleien die gevormd zijn door Pleistocene gletsjers. De petrogliefen illustreren de culturele ontwikkeling in Mongolië gedurende een periode van 12.000 jaar. De oudste afbeeldingen weerspiegelen een periode (11.000 - 6.000 voor Christus) waarin het gebied deels bebost was en de vallei een leefgebied was voor jagers van groot wild. Latere afbeeldingen tonen de overgang naar het hoeden van dieren als primaire manier van leven. De meest recent gedateerde afbeeldingen laten de overgang zien naar een paardafhankelijke nomadische levensstijl tijdens het begin van het eerste millennium voor Christus, de Scythische periode en de latere Turkse periode (zevende en achtste eeuw na Christus).
Uvs Nuur-bekken · Cultuurlandschap van de Orhonvallei · Gehelen van petrogliefen van de Mongoolse Altaj · Grote Burkhan Khaldunberg en het omliggende heilige landschap · Landschappen van Daurië